# Times Square Show
Die Times Square Show war eine im Juni 1980 stattfindende Kunstausstellung in der Nähe des Times Squares.
Die Times Square Show wurde von Colab organisiert und fand in einem leerstehenden Massagesalon statt. Auf vier Stockwerken wurden unter anderem Bilder, Filme und Live Performances von über hundert Künstlern gezeigt, welche durch ihre stilistische Vielfältigkeit und den Einsatz abwechslungsreicher Medien, auf die komplexe Bevölkerung des damaligen Times Squares aufmerksam machen wollten. Getrieben von Staatsschulden und immer mehr kaputten Gebäuden, war New York damals ausgebrannt und wurde mit viel Prostitution und Gewalt in Verbindung gebracht. Um ein Zeichen gegen die drohende Gentrifizierung zu setzen, gestaltete das Künstlerkollektiv Colab eine Ausstellung mit vielen symbolischen Aspekten des Times Squares rund um Sex, Gewalt und städtischem Verfall. Die Ausstellung fand internationale Beachtung und wurde von Matthew Geller filmisch dokumentiert.

## Beteiligte Künstler (Auswahl)
- Charlie Ahearn
- John Ahearn
- Dan Asher
- Josh Baer
- Jean-Michel Basquiat
- Marc Blane
- Andrea Callard
- Eva DeCarlo
- Jane Dickson
- Ellary Eddy
- Stefan Eins
- Peter Fend
- Coleen Fitzgibbon
- Bobby G
- Nan Goldin
- Ilona Granet
- Mimi Gross
- Keith Haring
- Becky Howland
- Justen Ladda
- Joe Lewis
- Rosemary Mayer[1]
- Ann Messner
- Alan W. Moore
- Joseph Nechvatal
- Ann Newmarch
- Gruppe Normal
- Tom Otterness
- Peter Pakesch
- Cara Perlman
- Judy Rifka
- Walter Robinson
- Christy Rupp
- Jane Sherry
- Teri Slotkin
- Kiki Smith
- Diane Torr
- Sophie Vieille
- David Wells